# Aisne (riu)
|  | Aquest article tracta sobre un riu francès. Si cerqueu el riu belga, vegeu «Aisne (belga)». |

L'Aisne és un riu del nord de França de la conca del Sena. És el principal afluent de l'Oise. Neix al bosc d'Argonne, a Sommaise, al límit entre els departaments del Mosa i del Marne, i desemboca a l'Aisne a Compiègne, després de 356 km. Travessa els departaments del Mosa, Marne, Ardenes, Aisne i, en el seu tram final, Oise.
La seva conca comprèn 7.920 km². La part inferior del seu curs des de Condé-sur-Aisne és navegable. Amb moltes recloses i de classe I segons la norma de Freycinet, avui no és gaire important per al transport. El Canal des Ardenes segueix parcialment la vall de l'Aisne.
En llatí era conegut com a Axona. Segons Cèsar, era el límit del territori dels Rems. El 57 aC hi va tenir lloc la batalla de l'Axona. El nom és d'origen gal, i significaria «aigua». Té la mateixa etimologia que l'Essonne.

## Departements i principals viles que travessa
- Mosa. Vaubecourt, Triaucourt-en-Argonne
- Marne. Sainte-Menehould,
- Ardenes. Vouziers, Attigny, Rethel, Château-Porcien, Asfeld
- Aisne. Neufchâtel-sur-Aisne, Vailly-sur-Aisne, Soissons, Vic-sur-Aisne
- Oise. Attichy, Compiègne

## Principals afluents[1]
Els principals afluents de l'Aisne són:
- Ante, 26 km
- Auve, 20 km
- Biesme, 29,1 km
- Tourbe, 23,6 km
- Aire, 125,6 km
- Vaux, 37,7 km
- Retourne, 45,3 km
- Suippe, 82 km
- Vesle, 139,5 km
- Crise, 23,5 km